# 엔리케 알마라스 이 산토스

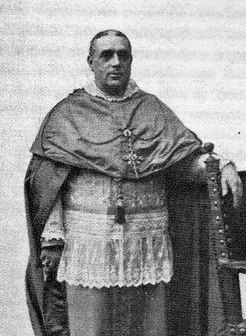
엔리케 알마라스 산토스 추기경

엔리케 알마라스 이 산토스(스페인어: Enrique Almaraz y Santos, 1847년 9월 22일 - 1922년 1월 22일)는 스페인 가톨릭교회의 추기경이다. 세비야 대교구장과 톨레도 대교구장 등을 역임하였다.
엔리케는 스페인 살라망카 주 라베예스에서 태어났다. 1876년 살라망카 신학교에 입학한 그는 신학 박사학위를 받았다.

## 사제품
살라망카 교구에서 사제 서품을 받은 그는 한동안 본당 신부로 사목 활동을 하다가 1874년에 살라망카 신학교의 교수와 살라망카 주교좌 성당의 의전사제로 발령되었다. 그리고 몬시뇰에 서임되었다. 엔리케는 나중에 마드리드로 이사하여 왕실 담당사제가 되었다. 그리고 마드리드 교구장의 비서와 마드리드 신학교의 교수로 봉직하였다.

## 주교품
1893년 1월 18일 교황 레오 13세에 의해 주교로 승품됨과 동시에 팔렌시아 교구장으로 임명되었으며 그해 4월 16일 착좌식을 거행하였다. 1899년부터 1902년까지 스페인 의회의 상원의원을 지내기도 하였다. 1907년 4월 18일 대주교로 승품됨과 동시에 세비야 대교구장에 임명되었다. 1907년 11월 다시 스페인 의회 상원의원으로 복귀하였다.

## 추기경
1911년 11월 27일 엔리케는 교황 비오 10세에 의해 산 피에트로 인 몬토리오 성당의 사제급 추기경에 서임되었다. 1920년 12월 16일에는 톨레도 대교구장에 임명되었다.
1922년 1월 22일 마드리드에서 선종하였으며, 그의 유해는 톨레도 주교좌 성당에 안치되었다.